# Una marea alta levanta todos los barcos
El aforismo "una marea alta levanta todos los barcos" se asocia con la idea de que las mejoras en la economía en general beneficiarán a todos los participantes de la economía, y que la política económica, en particular la política económica del gobierno, por lo tanto, debe centrarse en el entorno macroeconómico general en primer lugar. La frase se atribuye comúnmente a John F Kennedy, quien la utilizó en un discurso en 1963 para combatir las críticas de que un proyecto de una presa que estaba inaugurando era un proyecto con fines electorales. Sin embargo, la frase se ha utilizado con mayor frecuencia para defender los recortes de impuestos y otras políticas donde los beneficiarios iniciales son identificados como personas de altos ingresos.
El aspecto sustantivo de la declaración es que el crecimiento económico que eleva el PIB del conjunto de la economía también aumenta los ingresos de todas las personas dentro de la economía; aunque los críticos de esta idea sostienen que no todos los crecimientos del PIB implican un crecimiento de los ingresos de grandes grupos de individuos.
Por extensión, el aforismo también se aplica a las políticas de libre mercado, en el que la producción de la ventaja comparativa y el comercio posterior teóricamente aumentaría los ingresos de todas las entidades participantes.
Sin embargo, en cualquiera de los casos debe tenerse presente que un incremento en los ingresos de los individuos no beneficia a todas las industrias en general, pues en el proceso de destrucción creativa del mercado las industrias ineficientes dan paso a las industrias más eficientes.